# Edith Savage-Jennings
Pour les articles homonymes, voir Savage et Jennings.
Edith Mae Savage-Jennings (17 mars 1924 - 12 novembre 2017) est une figure américaine de la défense des droits civiques au New Jersey. Elle est surtout connue pour avoir accompagné l'engagement de Martin Luther King Jr.
Elle a été invitée à la Maison-Blanche sous tous les Présidents des États-Unis, de Franklin D. Roosevelt à Barack Obama. Edith Mae Savage-Jennings a été intronisée au New Jersey Women's Hall of Fame en 2011.

## Biographie

### Jeunesse
Edith Mae Savage est née en 1924 à Jacksonville, en Floride,. Elle fait partie d'une famille qui compte six enfants. Ses parents sont morts quand elle avait deux ans. Après la mort de ces derniers, Savage et ses frères et sœurs sont allés vivre avec leur tante, qui a déménagé avec eux dans le New Jersey.
À 10 ans, Savage rencontre la Première dame Eleanor Roosevelt ayant été choisie pour recevoir les fleurs de la Première dame au nom de la Fédération des clubs de femmes de couleur de l'État du New Jersey. Bien qu'on lui ait dit de ne pas parler, Savage a remercié Eleanor Roosevelt, et elles ont par la suite entretenu une correspondance jusqu'à la mort de la seconde,.
À 12 ans, elle a rejoint la National Association for the Advancement of Colored People (NAACP).

### Figure des droits civiques
À 13 ans, Edith Savage a refusé de s'asseoir sur le balcon du Capital Theatre à Trenton, dans le New Jersey, qui était l'espace désigné pour les Noirs,. Elle travaille dans le cadre de son premier emploi auprès du shérif, où elle a continué à dénoncer les discriminations.
En 1957, alors que Savage collecte des fonds pour la Southern Leadership Conference de Martin Luther King Jr, elle le rencontre pour la première fois. King et sa femme, Coretta Scott King, sont devenus des amis proches de Savage. Après la mort de Martin Luther King, Edith Savage a travaillé avec Coretta King pour fonder le King Center.
En 1964, Edith Savage et la future première dame du New Jersey Helen Meyner partent en mission présidentielle pour favoriser l'intégration des afro-américains dans une école située dans le Mississippi. Savage et Meyner ont rencontré les femmes de la région dans le but de les convaincre de permettre la fin de cette ségrégation scolaire. Plus tard cette même année, elle organise la coalition démocrate du New Jersey.
En 2017, elle a été conférencière à la Marche des femmes de Trenton.

### Autres activités
Savage est la coordinatrice de la Mid-Atlantic States Poor People's Campaign du SCLC en 1968.
Jimmy Carter l'a nommée déléguée américaine à la Conférence mondiale des femmes à Houston, au Texas, en 1977.
En plus de promouvoir les droits civiques, Edith Savage est engagée dans la lutte contre les problèmes de la communauté afro-américaine passant par l'éducation. Elle défend l'importance de la parentalité et du mentorat pour donner aux enfants des modèles.

### Vie privée
Le 28 octobre 1993, Edith Savage a épousé C. Donald Jennings. Rosa Parks est présente au mariage et Coretta Scott King a été  demoiselle d'honneur. Son mari est décédé le 19 juin 2011 à l'âge de 94 ans.

### Mort
Savage est décédée le 12 novembre 2017 à son domicile de Trenton, à l'âge de 93 ans.

## Récompenses et honneurs
Savage a reçu plus de 100 prix et distinctions pour son travail en faveur des droits civiques. Elle a été intronisée au New Jersey Women's Hall of Fame en 2011. La ville de Trenton a proclamé que le 19 février 2016 serait la Journée Edith Savage-Jennings.
Savage a été invité à la Maison Blanche sous tous les présidents des États-Unis, de Franklin Delano Roosevelt à Barack Obama,,.